# 羽黒町 (横手市)
羽黒町（はぐろちょう）は、秋田県横手市の町丁。郵便番号013-0015。人口は84人、世帯数は35世帯（2020年10月1日現在）。丁目の設定のない単独町名で、全域で住居表示を実施している。旧横手市上島崎町・羽黒中丁・羽黒末町・島崎町、羽黒新町・上根岸町の各一部に相当する。

## 地理
横手地域の中央部に位置しており、東で睦成、横手川を挟んで西で大町、南で上内町、北で根岸町と隣接する。住宅街が広がっており、東には愛宕山、西端部を横手川が北流し、学校橋・上ノ橋が架かる。北端部では清水沢川（滝沢）が西流し、横手川と合流する。江戸時代の武家居住地であり、袋小路や丁字路など複雑な街路や生け垣に囲まれた屋敷構えなどから当時の景観が忍ばれ、上内町などとともに、横手柿の産地でもある。
全域が都市計画区域に含まれるが、区域区分非設定区域となっている。都市計画法上の用途地域では第一種住居地域・第一種低層住居専用地域に指定されている。地区計画では、ほぼ全域が羽黒町・上内町地区計画に指定されているほか、横手市景観計画において一部が景観重点地区に指定されている。

## 歴史
横手川右岸の朝倉山（通称・お城山）に位置した横手城の城下町として栄えた地域で、現在も横手市の中心市街地の一角を成している。現在の上内町は横手川の左岸、武士が住む「内町」に当たる地域の南部（通称・上内町）に位置しており、江戸時代頃から城下町として形成されていった。また、上内町の内、島崎町を除いた範囲を「羽黒」とも称した。
寛文9年（1669年）の横手絵図では、現在の町域に当たる町として、羽黒御足軽町（山ノ手新町）の北に羽黒小路（羽黒上丁・中丁・末丁）、羽黒小路（同上丁）の西に並行して羽黒新町小路、羽黒新町の北に羽黒御免御足軽町小路（通称・川端町）が見える。羽黒小路（同中丁）とその西にある羽黒御免御足軽町小路（川端町）の間には島崎町小路（島崎町）が見え、元禄17年（1704年）の横手城下絵図では町名のみが見える。

### 沿革
- 1922年（大正11年）8月7日 - 横手町役場が、島崎町20番地1（現・羽黒町4番16号、横手南小学校グラウンド）に設置[17]。市制施行以後も横手市役所として利用される[17]。
- 1963年（昭和38年）11月8日 - 横手市役所が、大町下丁へ移転[17]。
- 1965年（昭和40年）4月1日 - 住居表示に伴い、上島崎町・羽黒中丁・羽黒末町・島崎町、羽黒新町・上根岸町の一部をもって成立[2][3]。
- 1996年（平成8年） - この年より「街なみ環境整備事業」が実施され、黒塀や植栽などデザインを町全体で統一[18]。
- 2005年（平成17年）10月1日 - 町名の読み方が「はぐろまち」から「はぐろちょう」へと変更[19]。

### 町名の変遷
町名の変遷は以下の通りである。特記のないものはすべて住居表示実施に伴う変更。
| 実施後 | 実施年月日               | 実施前           |
| ------ | ------------------------ | ---------------- |
| 羽黒町 | 1965年（昭和40年）4月1日 | 上島崎町         |
| 羽黒町 | 1965年（昭和40年）4月1日 | 羽黒新町（一部） |
| 羽黒町 | 1965年（昭和40年）4月1日 | 羽黒中丁         |
| 羽黒町 | 1965年（昭和40年）4月1日 | 羽黒末町         |
| 羽黒町 | 1965年（昭和40年）4月1日 | 島崎町           |
| 羽黒町 | 1965年（昭和40年）4月1日 | 上根岸町（一部） |

## 世帯数と人口
2020年（令和2年）10月1日現在の世帯数と人口は以下の通りである。
| 町丁   | 世帯数 | 人口 |
| ------ | ------ | ---- |
| 羽黒町 | 35世帯 | 84人 |

### 人口・世帯数の推移
以下は国勢調査による1995年（平成7年）以降の人口の推移。
| 年                 | 人口 |
| ------------------ | ---- |
| 1995年（平成7年）  | 134  |
| 2000年（平成12年） | 132  |
| 2005年（平成17年） | 143  |
| 2010年（平成22年） | 109  |
| 2015年（平成27年） | 89   |
| 2020年（令和2年）  | 84   |

以下は国勢調査による1995年（平成7年）以降の世帯数の推移。
| 年                 | 世帯数 |
| ------------------ | ------ |
| 1995年（平成7年）  | 51     |
| 2000年（平成12年） | 53     |
| 2005年（平成17年） | 53     |
| 2010年（平成22年） | 47     |
| 2015年（平成27年） | 38     |
| 2020年（令和2年）  | 35     |

## 小・中学校の学区
市立小・中学校に通う場合、学区（校区）は以下の通りとなる。
| 小字 | 小学校               | 中学校               |
| ---- | -------------------- | -------------------- |
| 全域 | 横手市立横手南小学校 | 横手市立横手南中学校 |

## 交通

### 鉄道
町内に駅はない。最寄り駅は■奥羽本線、■北上線の横手駅。

### 道路
- 秋田県道272号御所野安田線

## 施設
- 横手市立横手南小学校（4番36号）[27]